# Håkan Mild
Håkan Mild (Trollhättan, Švedska, 14. lipnja 1971.) bivši je švedski nogometaš i nacionalni reprezentativac. Danas radi kao sportski direktor u IFK Göteborgu u kojem je proveo većinu svoje karijere te bio pet puta nacionalni prvak.

## Karijera

### Klupska karijera
Mild je nogomet počeo trenirati u lokalnom klubu Trollhättans kada ga je uočio skaut IFK Göteborga i doveo ga u klub. Igrač je ubrzo debitirao u prvoj momčadi u prijateljskoj utakmici protiv Elfsborga a kasnije i u prvenstvu. Godine 1990. Mild s klubom osvaja švedsko prvenstvo u kojem je odigrao većinu utakmica za klub.
Uspjesi su se nastavili i sljedeće godine kada je IFK Göteborg uspio obraniti naslov prvaka te je osvojen i nacionalni kup. Svoje treće prvenstvo Mild s Göteborgom osvaja 1993. Nakon te titule igrač napušta klub i odlazi u švicarski Servette s kojim je u svojoj debitantskoj sezoni postao švicarski prvak.
Povratkom u Europu s netom završenog Svjetskog prvenstva u SAD-u gdje je Švedska osvojila broncu, Mild u klubu nije bio toliko uspješan koliko na samom Mundijalu. Zbog toga se 1995. vraća u IFK Göteborg s kojim osvaja svoje četvrto i peto švedsko prvenstvo.
Nakon toga odlazi u španjolski Real Sociedad u kojem je tijekom dvije sezone odigrao 49 utakmica u Primeri. S klubom je sezonu 1997./98. završio na trećem mjestu što je bio najveći uspjeh kluba tijekom 1990-ih. Razdoblje između 1998. i 2001. provodi ponovo u IFK Göteborgu nakon čega odlazi u engleski Wimbledon. Za klub je tijekom jedne sezone odigrao devet prvenstvenih utakmica nakon čega se po treći i posljednji put vraća u IFK Göteborg. U klubu je završio igračku karijeru u prosincu 2005.
Mild je za IFK Göteborg odigrao ukupno 459 utakmica te se smatra jednim od najvećih igrača u povijesti kluba ne samo zbog igara na terenu nego i zbog klupskog duha, radne etike te kvaliteta kapetana i vođe momčadi. I sam igrač je izjavio "da je IFK njegov dom" te "da mu IFK znači toliko mnogo da to ponekad postaje problem". Zbog toga ga navijači kluba smatraju najvećim.

### Reprezentativna karijera
Håkan Mild je bio član švedske reprezentacije deset godina. U tom razdoblju nastupao je na jednoj Olimpijadi (Barcelona 92') te svjetskom (SAD 94') i europskom (Nizozemska / Belgija 00') prvenstvu.
Na Olimpijskim igrama u Barceloni odigrao je četiri utakmice za olimpijsku reprezentaciju. Iste godine je nastupao i na Europskom prvenstvu na kojem je Švedska kao domaćim stigla do polufinala. Najveći je reprezentativni uspjeh ostvaren 1994. na Svjetskom prvenstvu u SAD-u gdje je reprezentacija osvojila brončanu medalju. Håkan Mild odigrao je većinu utakmica dok je u odlučujućoj utakmici za treće mjesto zabio gol. Švedska je tada s visokih 4:0 porazila Bugarsku koja je bila iznenađenje turnira.
Također, Mild je bio član reprezentacije koja je 2000. nastupila na Europskom prvenstvu u Belgiji i Nizozemskoj.

## Osvojeni trofeji

### Klupski trofeji
| Klub         | Trofej              | Godina    |
| Švedska      | Švedska             | Švedska   |
| ------------ | ------------------- | --------- |
| IFK Göteborg | Švedsko prvenstvo   | 1990.     |
| IFK Göteborg | Švedsko prvenstvo   | 1991.     |
| IFK Göteborg | Švedski kup         | 1991.     |
| IFK Göteborg | Švedsko prvenstvo   | 1993.     |
| Švicarska    |                     |           |
| Servette     | Švicarsko prvenstvo | 1994./95. |
| Švedska      |                     |           |
| IFK Göteborg | Švedsko prvenstvo   | 1995.     |
| IFK Göteborg | Švedsko prvenstvo   | 1996.     |

### Reprezentativni trofeji
| Turnir                     | Trofej  | Godina  |
| Švedska                    | Švedska | Švedska |
| -------------------------- | ------- | ------- |
| Svjetsko prvenstvo u SAD-u | Bronca  | 1994.   |

## Vanjske poveznice
- Weltfussball.de